# Sandra Kellein
Sandra Kellein (* 1958 in Nürnberg) ist eine deutsche Schriftstellerin.

## Leben
Nach einem Studium der Germanistik und Psychologie an der Universität Hannover, das sie mit dem Magistergrad abschloss, zog Sandra Kellein 1987 nach Berlin, wo sie seitdem als freie Schriftstellerin lebt.
Sandra Kellein ist Verfasserin von Romanen, Erzählungen, Theatertexten, Feuilletons und über dreißig Hörspielen.
Sandra Kellein ist Mitglied des Verbandes Deutscher Schriftsteller. Sie erhielt u. a. folgende Auszeichnungen: 1990 das Alfred-Döblin-Stipendium der Berliner Akademie der Künste, 1993 den Ernst-Willner-Preis beim Ingeborg-Bachmann-Wettbewerb in Klagenfurt, 1995 das Stipendium des Heinrich-Heine-Hauses der Stadt Lüneburg, 1996 der
Stiftung Kulturfonds, 1999 ein Autorenstipendium des Berliner Senats sowie 2002 ein Stipendium der Stiftung Preußische Seehandlung und 2010 eine Einladung zum Theatertreffen.

## Werke
- Die Liebe im Ausland, Stuttgart 1992
- Khaki und Federn, Berlin 1995
- Gold oder Rabenschwarz, Berlin 1996
- Die Erfindung von Amerika, Berlin 1998